# Malatesta IV Malatesta
Pour les articles homonymes, voir Malatesta.
Malatesta IV Malatesta dit « Malatesta dei Sonetti », né à Pesaro en 1370 et mort à Gradara le 19 décembre 1429, est un condottiere italien. Seigneur de  Pesaro, Fossombrone, Fratta Todina, Gradara, Jesi, Todi, Narni, Orte et Acquasparta. Il était un membre de la  maison Malatesta.
Malatesta IV Malatesta est également l'auteur de poèmes, recueillis dans un Canzoniere, influencé par Pétrarque et par la littérature contemporaine toscane.

## Biographie
Malatesta IV Malatesta, né à Pesaro, il était le seul fils de Pandolfo II Malatesta  et de sa seconde épouse Paola Orsini. On lui a donné le surnom de « dei sonetti » (des Sonnets) en raison de son amour pour la littérature et les beaux-arts. Il a épousé Élisabeth da Varano, qui lui a donné sept enfants: Galeazzo, Carlo, Galeotto, Paola, Pandolfo, Cleofa et Taddea.
En 1385 il devient seigneur de Pesaro  et est engagé par le pape Urbain VI pour lutter contre antipape Clément VII. En 1390, il combat les Bolonais dirigés par Giovanni da Barbiano, puis est engagé par la république de Florence contre les Visconti de Milan. En 1392, il est excommunié par le pape pour avoir conquis Todi, une possession papale.
En 1394 l'antipape Benoît XIII, le nomme capitaine général de Bologne, pour lutter contre le pape Boniface VIII. Pendant le conflit il détruit plusieurs villes de l'Ombrie et du Latium prenant le contrôle de Narni et Orte.
En 1404 Malatesta entre au service de la république de Venise, qui lui confie 20 000 soldats pour lutter contre les Carraresi de Padoue. Cependant, les troupes vénitiennes sont battues et malade, il retourne à Pesaro à la fin de 1404 et entreprend un pèlerinage à Saint-Jacques-de-Compostelle.
De 1409 à 1412, il est au service de l'antipape Alexandre V allié des Florentins contre les forces de Ladislas Ier de Naples.
En 1415, il défend ses fiefs de l'Ombrie contre Braccio da Montone. En 1416-1417 il est impliqué dans la guerre de Jesi, qui épuise son trésor.
En 1423, il est recruté par Florence dans la guerre contre Milan. En 1424, lors de bataille de Zagonara, son cousin Carlo I Malatesta est fait prisonnier ainsi que ses fils Galeazzo et Carlo II après avoir été assiégés dans Gradara par Angelo della Pergola. L'année suivante, Malatesta signe un traité de paix à Abbiategrasso.
Il se retire malade à Gradara, où il meurt le 19 décembre 1429.
Comme protecteur des arts, il a hébergé à Persaro des artistes comme Francesco Casini et le peintre Mariotto di Nardo, entretenant une correspondance avec les humanistes Coluccio Salutati et sa belle-fille Battista Malatesta.